# 蓋梅語
蓋梅語是贊德語支下的一種語言，使用於中非共和國巴明吉-班戈蘭省恩代萊北部的2個村莊。